# Fustel de Coulanges
Numa Denis Fustel de Coulanges [fystel d'kulanž] (18. března 1830 Paříž – 12. září 1889 Massy) byl francouzský historik starověku a středověku, který se proslavil zejména knihou „Antická obec“ (1864).

## Život
Narodil se v rodině, pocházející z Bretaně; jeho otec, námořní důstojník, brzy zemřel. Fustel studoval na pařížském lyceu a potom na prestižní vysoké škole École Normale Supérieure. Roku 1853 byl vyslán na francouzskou školu v Athénách a vedl vykopávky na ostrově Chios. Roku 1858 promoval prací o řeckém historiku Polybiovi a latinskou prací o významu kultu bohyně Vesty ve starém Římě. V letech 1860–1870 působil jako profesor historie na univerzitě ve Štrasburku, kde také vznikla „Antická obec“, která ho okamžitě proslavila a vyšla v mnoha vydáních i překladech. Po německé anexi Štrasburku (1871) se vrátil do Paříže a od roku 1875 byl profesorem na Sorbonně, kde se začal zabývat dějinami středověkých institucí a zejména germánskými vpády do Římské říše. Ukázal, že „dobytí“ Gallie Germány byl ve skutečnosti dlouhý proces, který nebyl tak krvavý, jak se dříve soudilo, a nenarušil příliš kontinuitu právních a kulturních institucí v zemi. Kniha vyvolala vlnu kritiky a další Fustelovy publikace precizně obhajují jeho stanovisko. Roku 1875 byl zvolen členem Akademie morálních a politických věd a roku 1883 se stal ředitelem École normale supérieure. Roku 1889 zemřel a další spisy vydávali jeho žáci.

## Myšlenky
Fustel byl neobyčejně svědomitý historik s vynikajícími znalostmi klasických jazyků a s jedinečnou znalostí starověké literatury i středověkých historických dokumentů. Svými názory byl často v ostrém sporu s většinou současníků. Tak v „Antické obci“ hájil dvě hlavní teze:
1. že starověký stát nemůže být příkladem pro současnost zejména proto, že antika neznala pojem občanské svobody;
2. že starověké politické instituce jsou podstatně ovlivněny rodovým náboženstvím, „kultem předků“, a že stopy tohoto původu výrazně ovlivnily i pozdější dějiny.

Tak například institut soukromého vlastnictví vznikl na základě rodového náboženství, které lze doložit nejen v Evropě a které se teprve později proměnilo na vlastnictví soukromé. Náboženský původ mají i pravidla dědictví a uspořádání starověké obce navazuje na uspořádání starověkého hospodářství či „domu“ (oikos). Mnozí z jeho německých i francouzských současníků byli přesvědčeni, že feudální uspořádání středověké společnosti odporovalo původním germánským institucím společného majetku (marky). Fustel ukázal, že kolektivní vlastnictví půdy není v zemědělských společnostech nikde doloženo, že i Germáni měli svá panství s otroky a nevolníky a že každé dobyté území co nejrychleji dělili na rodové a později i soukromé majetky.

## Význam a vliv
"Antická obec" se okamžitě stala bestsellerem – jednak proto, že je krásně napsaná, jednak pro autorovy odvážné a přitom srozumitelné a pečlivě doložené teze. Byla přeložena do mnoha jazyků a ve Francii vyšla v téměř 60 vydáních. Mezi jejími obdivovateli byl sociolog Émile Durkheim, který Fustelovi věnoval svou disertaci, a mnoho dalších. Teze o zásadní odlišnosti antických společností, které neznaly myšlenku individuálních svobod, je zde odvozena od rodového náboženství, „kultu předků“, který Fustel doložil i pro mimoevropské zemědělské společnosti a přesvědčivě vyložil. Ukázal také vliv náboženských představ na instituce antických obcí a na řadu zásadních institucí pozdějších dob, zejména na pojetí rodiny, obce a majetku.
Kritika však později zpochybnila jeho výklad římských politických dějin, založených hlavně na díle Tacitově. Od osmdesátých let 20. století však kniha znovu vychází v původním jazyce i v řadě překladů. Oceňuje se Fustelův důraz na každodenní život starověké rodiny a na hospodářské instituce i snaha porozumět tehdejším lidem v jejich odlišnosti.

## Dílo
- Antická obec (La cité antique), 1864 a dále; česky 1998
- Dějiny starých francouzských institucí (Histoire des anciennes institutions francaises) I.-VI. 1874–1914; 1922
- Francká monarchie (La monarchie Franque), 1888
- Alodium a venkovské panství za Merovejců (L´Alleu et le domaine rural pendant la période mérovignienne), 1889
- Vybrané studie o historii, 1881–1883.